# Gerber multitool

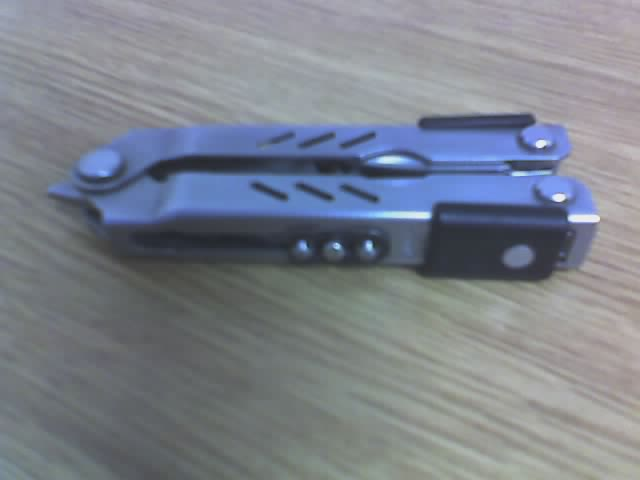
"Multiplier 400 Compact Sport" Gerber
multi-tool, in posizione chiusa.

Gerber multitool (in italiano: attrezzo multiuso) è un attrezzo compatto multi-funzionale prodotto dalla Gerber Legendary Knifes, che fa parte di Fiskars Corporation.
Il Gerber multitool presenta differenze e similitudini rispetto agli analoghi prodotti realizzati dalla Leatherman, il più grande produttore di attrezzi multiuso nel mondo.
Varie sono le somiglianze tra gli attrezzi multiuso dei due produttori,  anche se la Gerber produce alcuni modelli molto  differenti come il "Multiplier 400 Compact Sport",  con la pinza che esce dalla impugnatura senza aprirla.
Gerber ha anche in catalogo tre categorie di pinze multiuso: Apertura con una mano, Apertura a farfalla, Portachiavi.
La compagnia Gerber,  con sede a Portland, Oregon, USA,  è stata acquisita dalla   Fiskars Corporation nel 1986.

## Galleria d'immagini

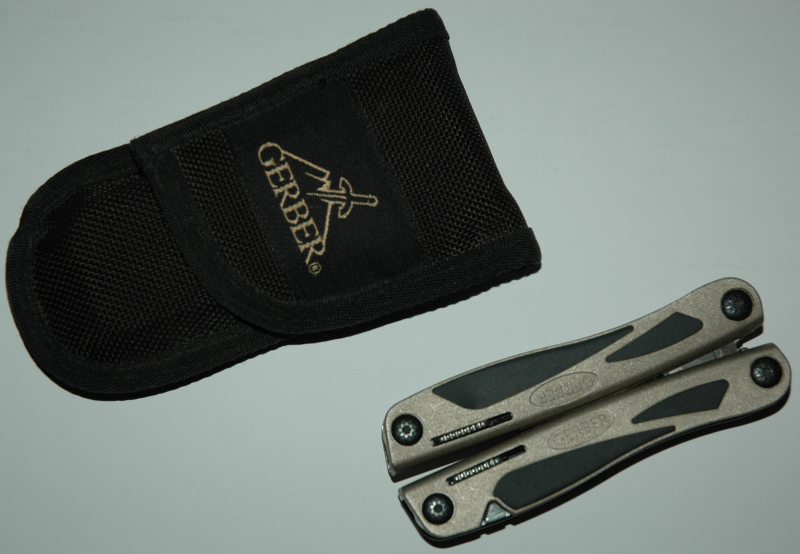
Gerber Multitool Legend Multi-Plier 800, chiuso
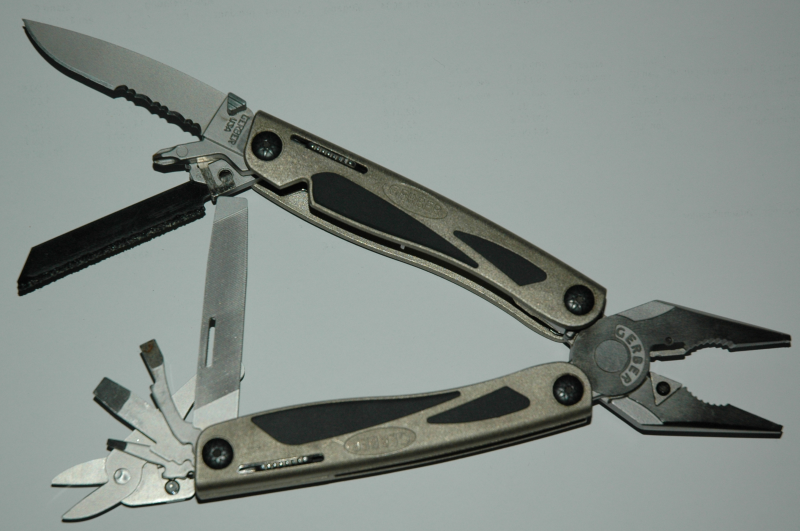
Gerber Multitool Legend Multi-Plier 800 completamente aperto
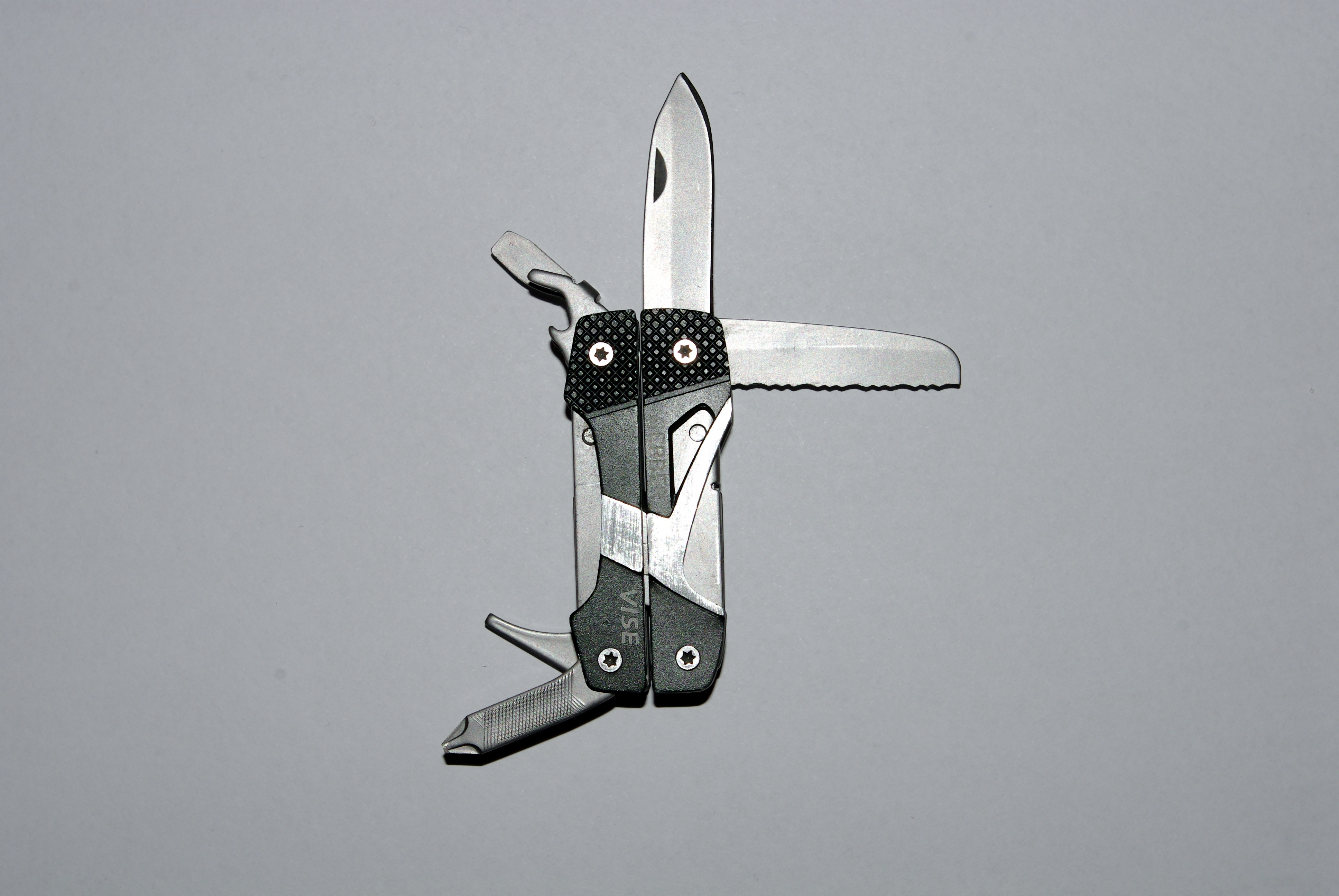
Gerber Vise portachiavi, 60mm di lunghezza (da chiuso)